# Крекінг-установка у Мурдейку
Крекінг-установка у Мурдейку — складова частина нідерландського виробничого майданчика нафтохімічного спрямування.
З 1967-го в районі Роттердаму діяла розташована у Пернісі установка парового крекінгу (піролізу) компанії Shell. Зростаючий попит на олефіни вимагав збільшення потужностей, проте на майданчику НПЗ Перніс під це не залишалось достатньо місця. Як наслідок, свою другу нідерландську установку Shell звела в Мурдейку, на південному (протилежному від Роттердаму) березі Холландс-Діп (один з рукавів дельти Рейну). Введена в експлуатацію в 1973-му, вона мала потужність по етилену 450 тисяч тонн на рік. У 2000 році її потужність довели до 900 тисяч тонн, а станом на середину 2010-х вона становила 972 тисяч тонн.
Як сировину установка використовує традиційний для європейської нафтохімічної промисловості газовий бензин (naphtha), що дозволяє також продукувати велику кількість інших ненасичених вуглеводнів — 500 тисяч тонн пропілену та 115 тисяч тонн бутадієну.
Олефіни частково споживаються на цьому ж майданчику для виробництва оксиду етилену (305 тисяч тонн на рік), мономеру стиролу (1 млн тонн) та оксиду пропілену (450 тисяч тонн). Два останні продукти отримують під час одного технологічного процесу, в якому етилбензол (продукт реакції етилену та бензолу) реагує з пропіленом. Пропілен також використовує завод поліпропілену компанії Ducor у Розенбурзі потужністю 180 тисяч тонн на рік.
Надлишковий етилен може подаватись по етиленопроводу до Антверпену.
Ізопренова фракція (фракція С5) по внутрішнім трубопроводам Shell спрямовується до Пернісу, звідки через систему MultiCore відправляється у порт Роттердаму для експорту.
Можливо також відзначити, що майданчик у Мурдейку забезпечується необхідною парою за допомогою ТЕС Мурдейк.